# رمات رزيئيل
رمات رزيئيل ((بالعبرية: רָמַת רָזִיאֵל) هو موشاف في إسرائيل. يقع في وسط ممر القدس، ويخضع لسلطة مجلس مقر يهودا الإقليمي. في عام 2018 كان عدد سكانه 655 نسمة.

## التاريخ
تأسست القرية في عام 1948 ، وسميت باسم دافيد رزيئيل، قائد منظمة الإرجون، وتقع على أراض تابعة لقرية كسلا الفلسطينية في القدس.